# Brianna Thomas
Brianna Thomas (Peoria, 2000. május 19. – ) amerikai dzsesszénekesnő, dobos, dalszerző, zenekarvezető. Charlie Thomas dobos, énekes lánya.

## Pályafutása
Brianna Thomas hatévesen már fellépett az édesapjával. Már tizenkét éves korában  szerepelt a Montreux-i, Északi-tengeri és az umbriai jazz fesztiválokon, továbbá  fellépett a Bahamáktól Genfig (Svájc).
1996-ban, tizenhárom évesen, legfiatalabb személyként ő lett az, aki bekerült az Illinois-i afroamerikai Hall of Fame Muzeumba.
2001-ben és 2002-ben a Kennedy Center Betty Carter Jazz Ahead Program rezidense volt. 2006-ban debütált New Yorkban a Dizzy's Club Coca-Colában a Women in Jazz Fesztiválon. 2009-ben megnyerte a New York-i Jazzmobile Vocal Competition versenyt.
brialla Thomas világszerte különböző helyszíneken és fesztiválokon lépett fel: a szocsi és a szentpétervári dzsesszfesztiván, a nemzetközi jazzfesztiválon Bernben, Svájcban, a Savannah zenei fesztiválon, Carnegie Hallban, Grúziában, a Lincoln Centerben, Katarban, Izraelben, Ázsiában és Európában.
Olyan művészekkel lépett fel, mint Wycliffe Gordon, Wynton Marsalis, Count Basie Orchestra, Dianne Reeves, Catherine Russell, Russell Malone, Steve Miller.

## Albumok
- 2014: Everybody Knows
- 2020: You Must Believe in Love

## Díjak
- 1996: African-American Hall of Fame – Peoria, Illinois
- 2001: Down Beat magazine award: „High School Jazz Vocalist of the Year”
- 2009: The Jazzmobile in New York